# Assentament d'Islàndia

Mapa de l'assentament Viking als segles VIII (vermell fosc), IX (vermell), X (taronja) i XI (groc). L'assentament d'Islàndia era part d'una migració vikinga més amplia.

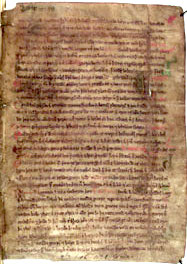
Una pàgina d'un manuscritde Landnámabók, una font primària sobre l'assentament d'Islàndia, conservat a l'Institut Árni Magnússon a Reykjavík

L'assentament d'Islàndia és generalment considerat que va començar a la segona meitat del segle ix, quan els pobladors nòrdics emigraven a través de l'Oceà Nord Atlàntic. (Tanmateix, els resultats de carboni d'un treball recent, publicat al diari Skírnir, suggereix que el país es pot haver poblat a la segona meitat del segle VII.) Les raons per la migració es pot haver donat per una escassetat de terra de conreu a Scandinavia, i una disputa civil ocasionada per les ambicions del rei nòrdic Harald I de Noruega. A diferència de la Gran Bretanya i Irlanda, Islàndia era una terra sense assentaments, i podria ser reclamat sense guerra amb els habitants.
Els historiadors típicament es refereixen a l'any 874 com el primer any d'assentament, i l'Edat Islandesa de l'Assentament (en islandès: Landnámsöld) es considera entre els anys 874 i 930, punt en què la majoria de l'illa s'havia reclamat i Alþingi Althingi, l'assemblea de la Commonwealth Islandesa, va ser fundada a Þingvellir (Thingvellir). Gairebé tot el que se sap sobre els primers pobladors ve d'Íslendingabók per Ari Thorgilsson, i Landnámabók, dos fonts històriques conservades en manuscrits de pells. Landnámabók llista en 435 homes els pobladors inicials, la majoria d'ells es van instal·lar en les parts del nord i cap al sud occidental de l'illa.